# Alfonso Flórez Ortiz
Alfonso Flórez Ortiz (Bucaramanga, 5 de noviembre de 1952-Medellín, 23 de abril de 1992) fue un ciclista de ruta profesional originario de Colombia, que compitió en las décadas de 1970 y 1980. Hizo parte del primer equipo ciclístico de su país (aficionado) en ser invitado a participar en una de las Grandes Vueltas, el Tour de Francia 1983.

## Biografía
Debutó exitosamente en la Vuelta a Colombia 1974 donde se impuso en dos etapas.
En 1975, fue seleccionado para integrar la selección nacional de su país que participó en la competencia ciclística de los Juegos Panamericanos de 1975. Los líderes del equipo eran Álvaro Pachón y Jaime Galeano. En su papel de coequipero partió en persecución de los cubanos Aldo Arencibia y Carlos Cardet. Al quedar neutralizados los líderes de escuadra de las selecciones favoritas (Colombia, Estados Unidos y México), le permitió jugar su carta personal e intercalarse entre los dos cubanos obteniendo la medalla de plata.
En 1977, se disputó el campeonato del mundo aficionado en San Cristóbal, Venezuela. Durante la competencia, los suramericanos estuvieron en dificultades por los numerosos ataques de los ciclistas europeos. Solo Álvaro Pachón y Alfonso Flórez terminaron en el pelotón líder, Flórez fue el colombiano mejor clasificado en un decoroso 12.º lugar después del embalaje final.
Después de terminar tercero en 1977 y segundo en 1978, ganó la Vuelta a Colombia en 1979. En la primera etapa, el favorito Rafael Antonio Niño se alejó del triunfo a raíz de una caída. Flórez se afianzó en la clasificación general gracias a su victoria en la contrarreloj de la 10.ª etapa. Finalmente alcanzó el liderato en la penúltima etapa, tras el desfallecimiento del líder de la carrera, su compañero de equipo Gonzalo Marín, a pesar de la desaprobación de su técnico Raúl Mesa, hecho que dio lugar a mucha controversia. En ese mismo año también se impuso en la Vuelta a Chile.
En 1980 ganó en forma el Tour de l'Avenir triunfando sobre Sergueï Soukoroutchenkov considerado el mejor corredor aficionado del momento. En la cuarta etapa, Flórez se involucró en una escapada tomándole cinco minutos a Soukoroutchenkov, tomando el liderado de la carrera ese día. Al final se coronó vencedor de la prueba, siendo el primer ciclista no europeo en conseguirlo. Su victoria abrió las puertas a la participación de equipos colombianos en las grandes carreras de Europa pocos años después. 
Ganó una nueva versión de la Vuelta a Colombia en 1983. En esta ocasión no partió como líder de su equipo, pero terminó por afianzarse en tal posición luego de finalizar la primera jornada, en la cual se incorporó a una escapada tomándole tiempo a todos los favoritos. Alcanzó el liderato de la clasificación general en la cuarta etapa, la cual terminó en su ciudad natal, Bucaramanga. Al terminar la jornada aventajaba al más cercano de los favoritos José Patrocinio Jiménez por 2'57" y por 2'59" al joven escalador Luis Herrera quien a la postre sería su más enconado rival por el liderato de la carrera. En la octava etapa, con llegada en el Alto de La Línea donde Luis Herrera logró descontarle casi un minuto. En la novena etapa Herrera logró descontar 15 segundos adicionales en una contrarreloj individual, pero en la siguiente fracción a raíz de un problema mecánico se retrasó 1'12" de Flórez quedando a 2'10". En la última etapa con llegada a Medellín en el ascenso al alto de Minas, Herrera atacó aprovechando un pinchazo de Flórez alcanzado a tomar una ventaja de hasta 1'55", diferencia que se redujo en el descenso para coronarse finalmente como campeón.
En el mismo año participó en el Tour de Francia 1983 como líder un equipo patrocinado por pilas Varta. A pesar de estar en buena forma abandonó la competencia en la décima etapa por una intoxicación alimentaria. Retorna al tour de 1984 en el cual ocupa el puesto 18.º. En 1985 forma parte del primer equipo colombiano invitado a la Vuelta a España.
Se retiró formalmente del ciclismo en 1987. En 1992, fue asesinado en Medellín dentro de su vehículo por dos sicarios que se movilizaban en moto; las causas de su homicidio no fueron aclaradas del todo.

## Equipos[13]
- Aficionados :
  - 1978 :  Castalia
  - 1983 :  Colombia - Pilas Varta
  - 1984 :  Colombia - Pilas Varta
- Profesionales :
  - 1985 :  Café de Colombia - Mavic
  - 1986 :  Café de Colombia - Pilas Varta
  - 1987 :  Pilas Varta - Café de Colombia

## Palmarés
- Tour de l'Avenir
  - 1.º en la clasificación general, 1980.
- Vuelta a Colombia
  - 1.º en la clasificación general, 1979.
  - 1.º en la clasificación general, 1983.
  - 3 veces en el podio (2.º en 1978 y 1980, 3.º en 1977).[14]
  - 6 victorias de etapa en 1974, 1976,[15] 1979 y 1980.[16]
- Clásico RCN
  - 1 vez en el podio (3.º en 1979).[17]
  - 2 victorias de etapa en 1981.[18]
- Vuelta a Chile
  - 1.º en la clasificación general, 1979.
- Juegos Panamericanos de 1975
  -  Medalla de plata en la prueba de ruta de 1975.
- Campeonato de Colombia de Ciclismo en Ruta
  - 2.º  en 1977.

## Resultados en lasgrandes vueltas
| Carrera         | 1983 | 1984 | 1985 | 1986 |
| Tour de Francia | Ab.  | 18°  | -    | 27°  |
| Giro de Italia  | -    | -    | -    | -    |
| Vuelta a España | -    | -    | Ab.  | -    |

-: no participa 

## Resultados en campeonatos

### Campeonato del mundo de ciclismo de ruta aficionado
2 participaciones.
- 1977 : 12.º en la clasificación final.[20]
- 1983 : 50.º en la clasificación final.

### Juegos Panamericanos
1 participación.
- 1975 :  2.º en la clasificación final.